# Kevin Londoño
Kevin Londoño (Bello, Antioquia, 23 de noviembre de 1993) es un futbolista colombiano. Juega en la posición de volante ofensivo o extremo. Su club actual es Atlético Bucaramanga

## Trayectoria
Tuvo sus inicios en el Club de Fútbol aficionado de Bello, Club Deportivo Salento, "CLUDESA", equipo en el que comienza participando en los torneos departamentales de la Liga Antioqueña de Fútbol, siendo su primer equipo en la categoría sub-15, destacándose siempre por sus deseos de salir adelante y figurar en las diferentes participaciones.
Debutó en la rama profesional con Leones Urabá (En el año que debuta el club jugaba con el nombre de Deportivo Rionegro), desde que debutó siempre fue tenido en cuenta por el entrenador tanto así que en apenas 1 año y medio como profesional había disputado casi 70 partidos; esto llamó la atención de Ricardo "El Gato" Pérez, Presidente del Fortaleza CEIF donde llega para 2015 teniendo un excelente nivel y siendo artífice del Ascenso a Primera División el 30 de noviembre de 2015 cuando le ganaron 3-0 a su anterior club y por 2 puntos de diferencia con el Deportivo Pereira lograron dar la vuelta olímpica en el Estadio Metropolitano de Techo.
En diciembre de 2024, el futbolista colombiano Kevin Londoño, quien jugaba para el Deportivo Pasto cedido por Independiente Santa Fe, denunció públicamente amenazas contra su vida y la de su familia por parte de hinchas del club capitalino. Según Londoño, su esposa fue abordada en Bogotá por dos individuos que, portando armas blancas y vistiendo prendas de Santa Fe, la intimidaron advirtiendo que, si él regresaba al equipo, tanto él como su familia serían perjudicados.  El jugador solicitó la rescisión de su contrato con Santa Fe, que se extendía hasta 2026, debido a la falta de respuesta por parte de la directiva del club ante la gravedad de la situación.  En ese momento, la Asociación Colombiana de Futbolistas Profesionales (Acolfutpro) respaldó a Londoño, exigiendo a las autoridades una investigación exhaustiva y medidas de protección para el jugador y su familia.
Pese al suceso, después de la salida del jugador, no hubo investigación, ni denuncias por parte de las personas involucradas ni por parte del jugador, tampoco se comprobó que hubieran amenazas contra su familia pese a que había hecho la denuncia pública inicialmente, la investigación quedó archivada dando la preclusión del caso.

## Clubes
| País     | Club                   | Año         |
| -------- | ---------------------- | ----------- |
| Colombia | Leones                 | 2013 - 2014 |
| Colombia | Fortaleza              | 2015 - 2016 |
| Colombia | Rionegro Águilas       | 2016        |
| Colombia | Jaguares de Córdoba    | 2017 - 2018 |
| Colombia | Once Caldas            | 2018 - 2020 |
| EAU      | Hatta Club             | 2020        |
| Colombia | Independiente Medellín | 2021        |
| Colombia | Alianza Petrolera      | 2022        |
| Colombia | La Equidad             | 2023        |
| Colombia | Independiente Santa Fe | 2023        |
| Colombia | Deportivo Pasto        | 2024        |
| Colombia | Atlético Bucaramanga   | 2025        |